# Butorides striata
La garcita azulada, garcita verdosa o garcita estriada (Butorides striata) es una especie de ave pelecaniforme de la familia Ardeidae que habita en América, Asia, África y Oceanía. Se la puede encontrar en las  proximidades de agua dulce, salobre o salada. En América también se la llama chicuaco cuello gris.
Por ejemplo se puede encontrar en la Reserva Aquicuana en Bolivia, cerca de la ciudad de riberalta en el Departamento del Beni.

## Características
En la edad adulta puede llegar a medir de 36 a 48 cm de largo. Su pico mide de 7 a 9 cm, lo cual le beneficia para pescar.

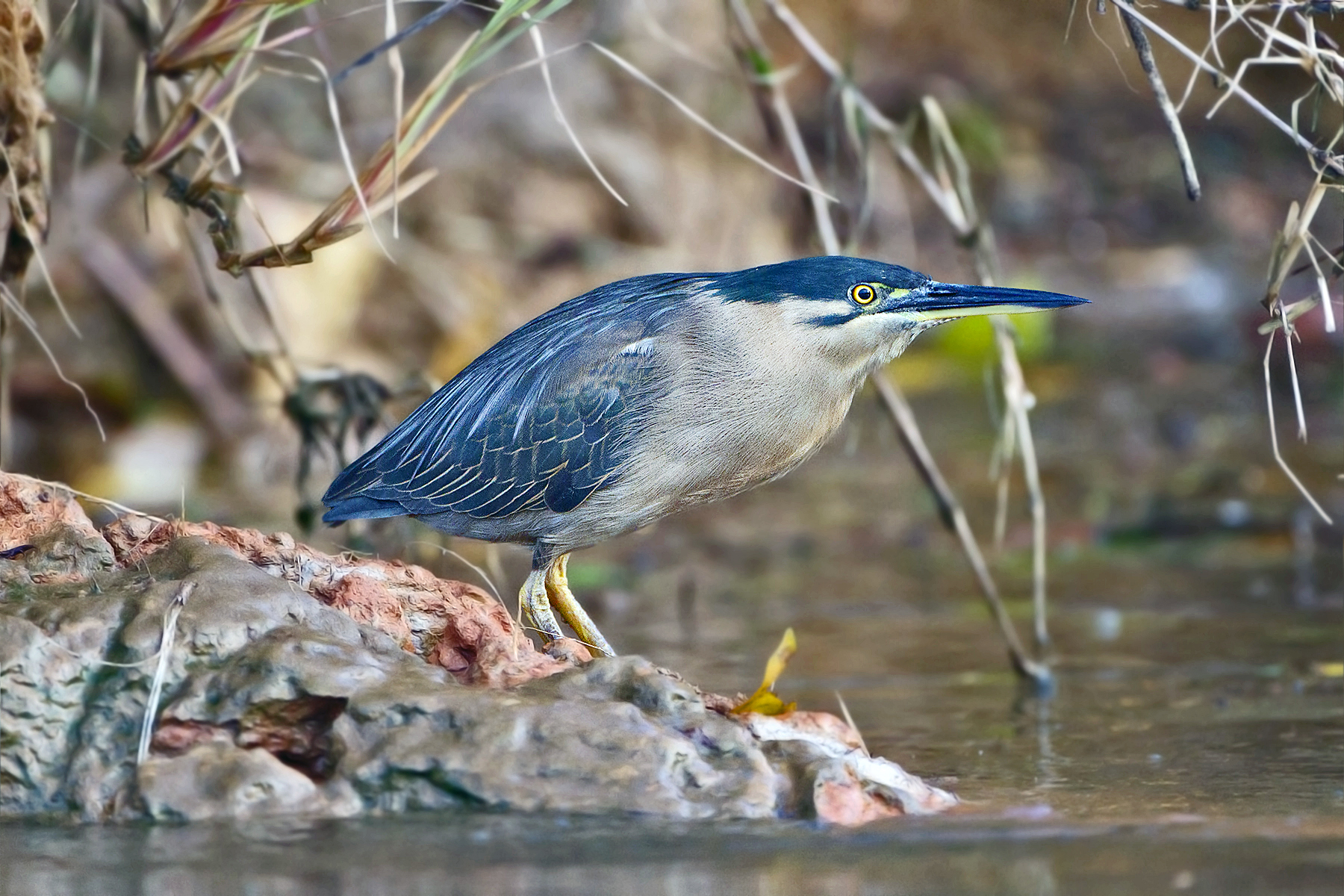
En el Rio Daintree, north Queensland
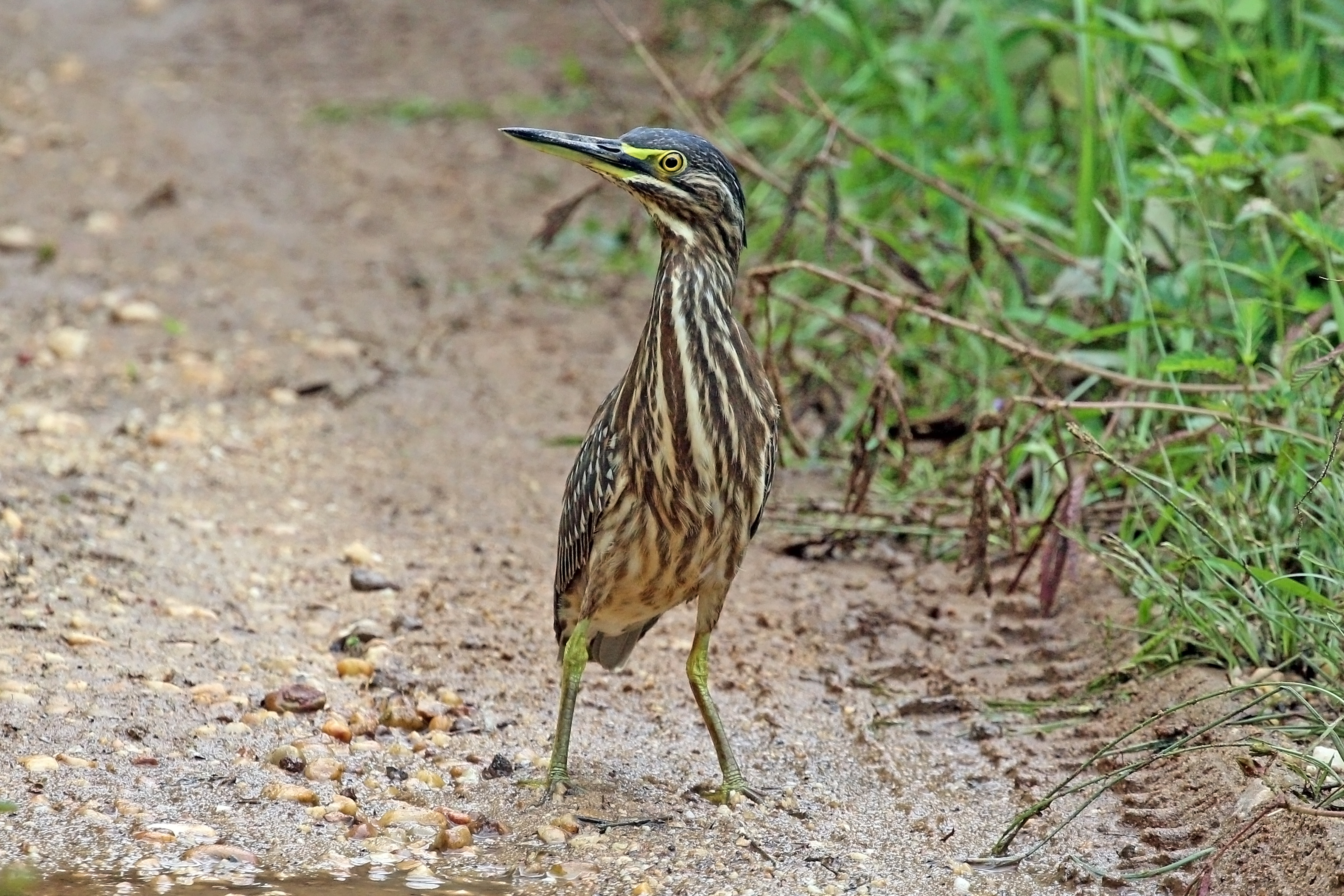
Un juvenil B. s. atricapilla, Ghana
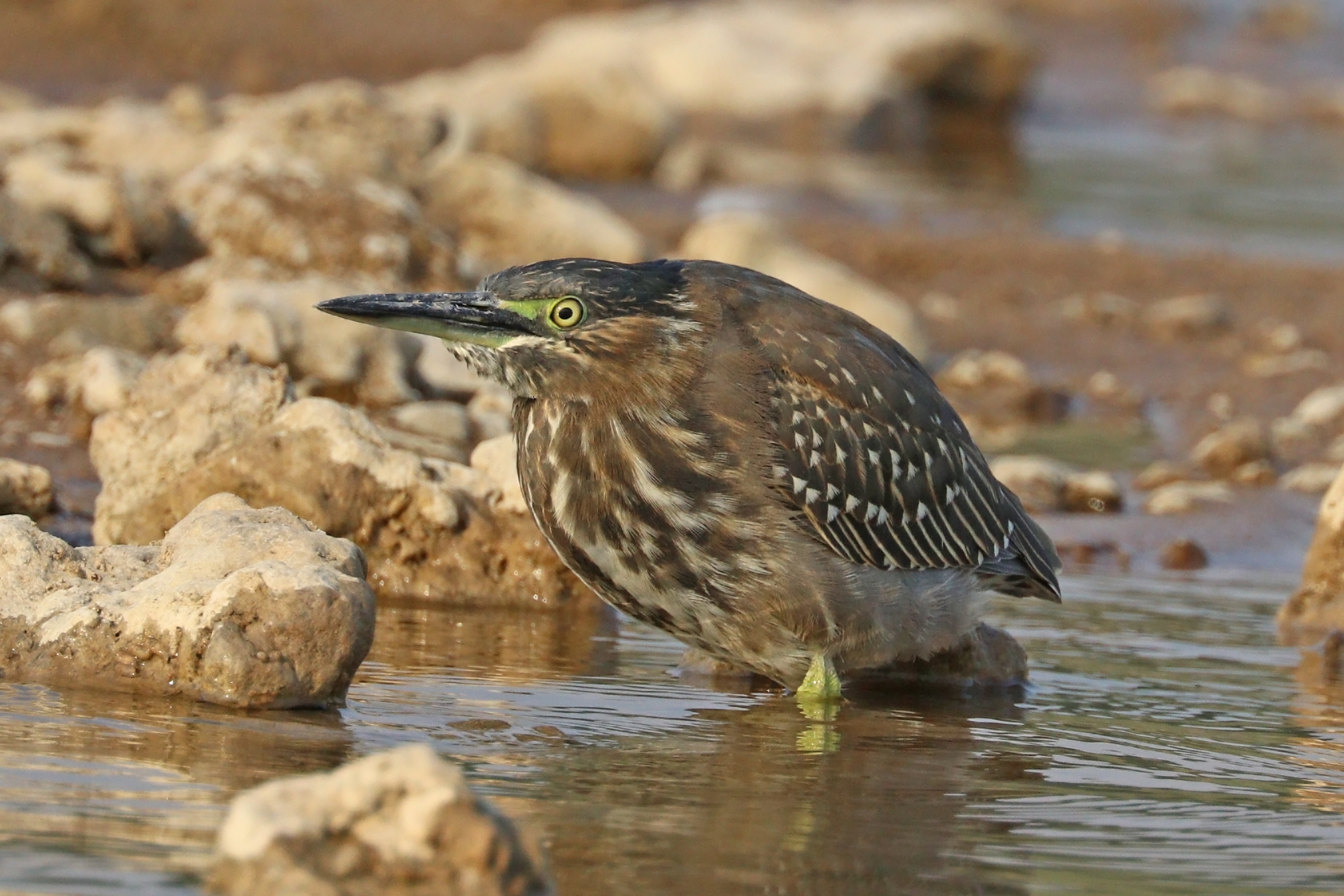
B. s. chloriceps, India
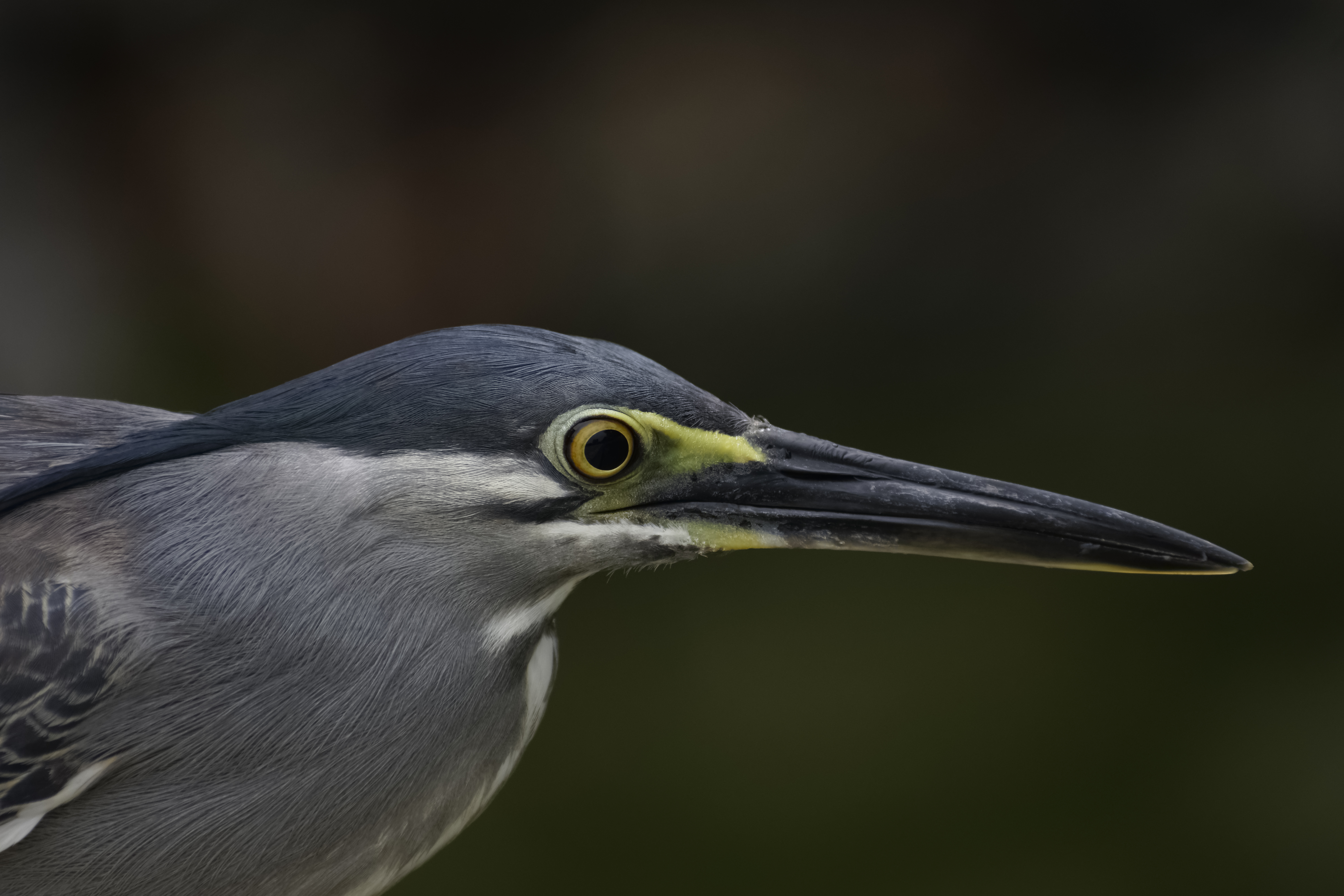
B. s. javanica, Malaysia
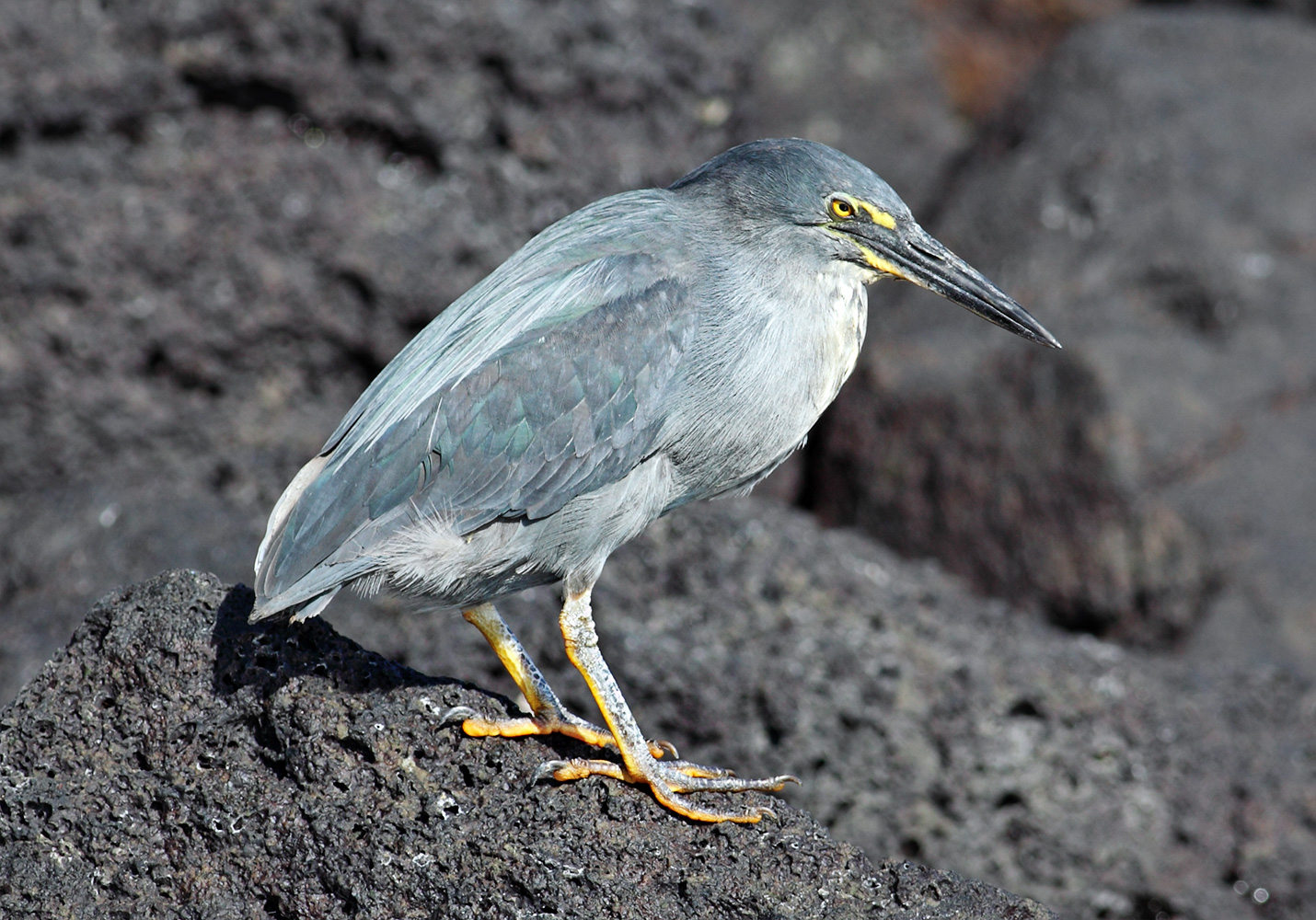
En las Islas Galápagos
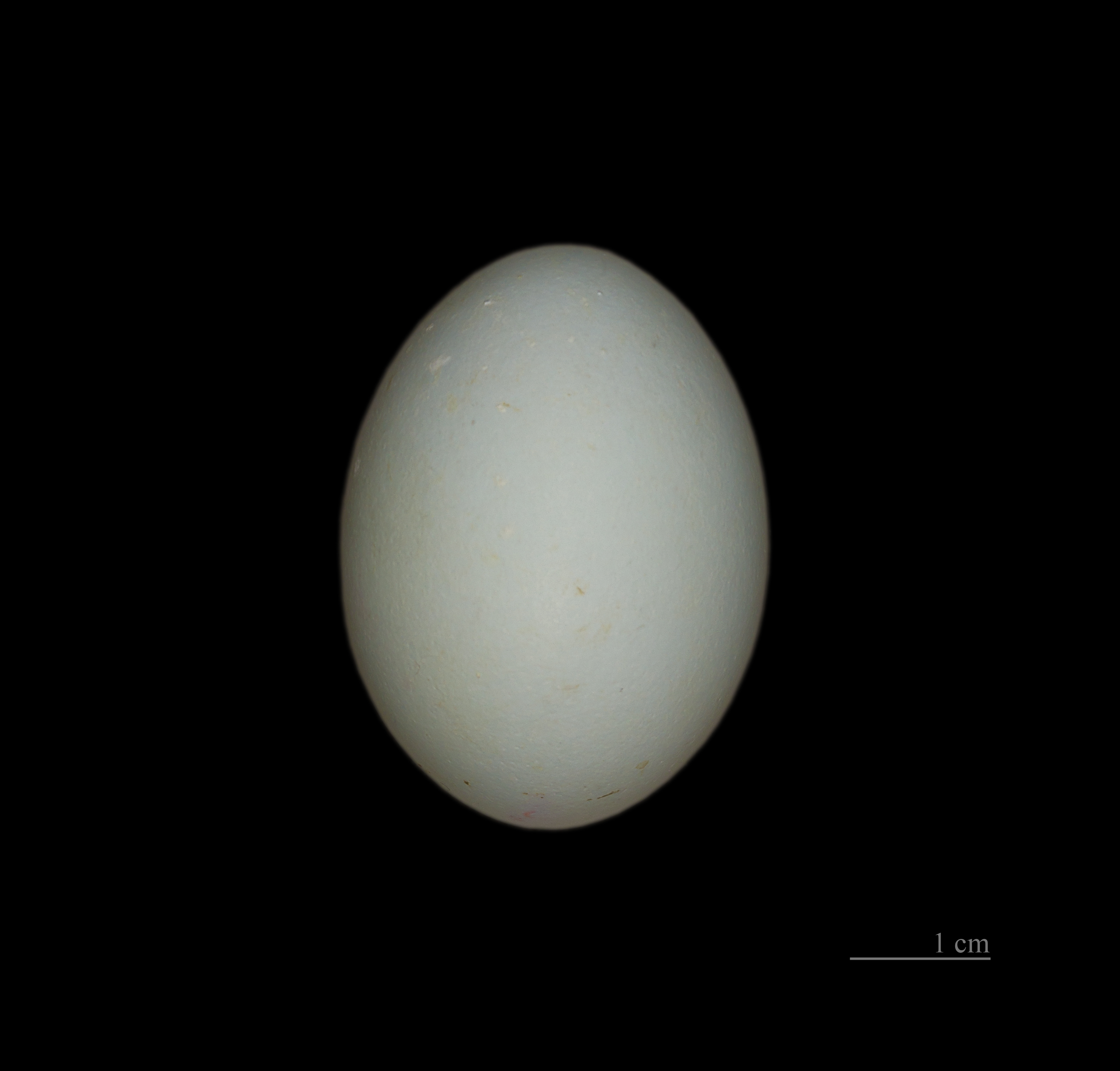
huevo
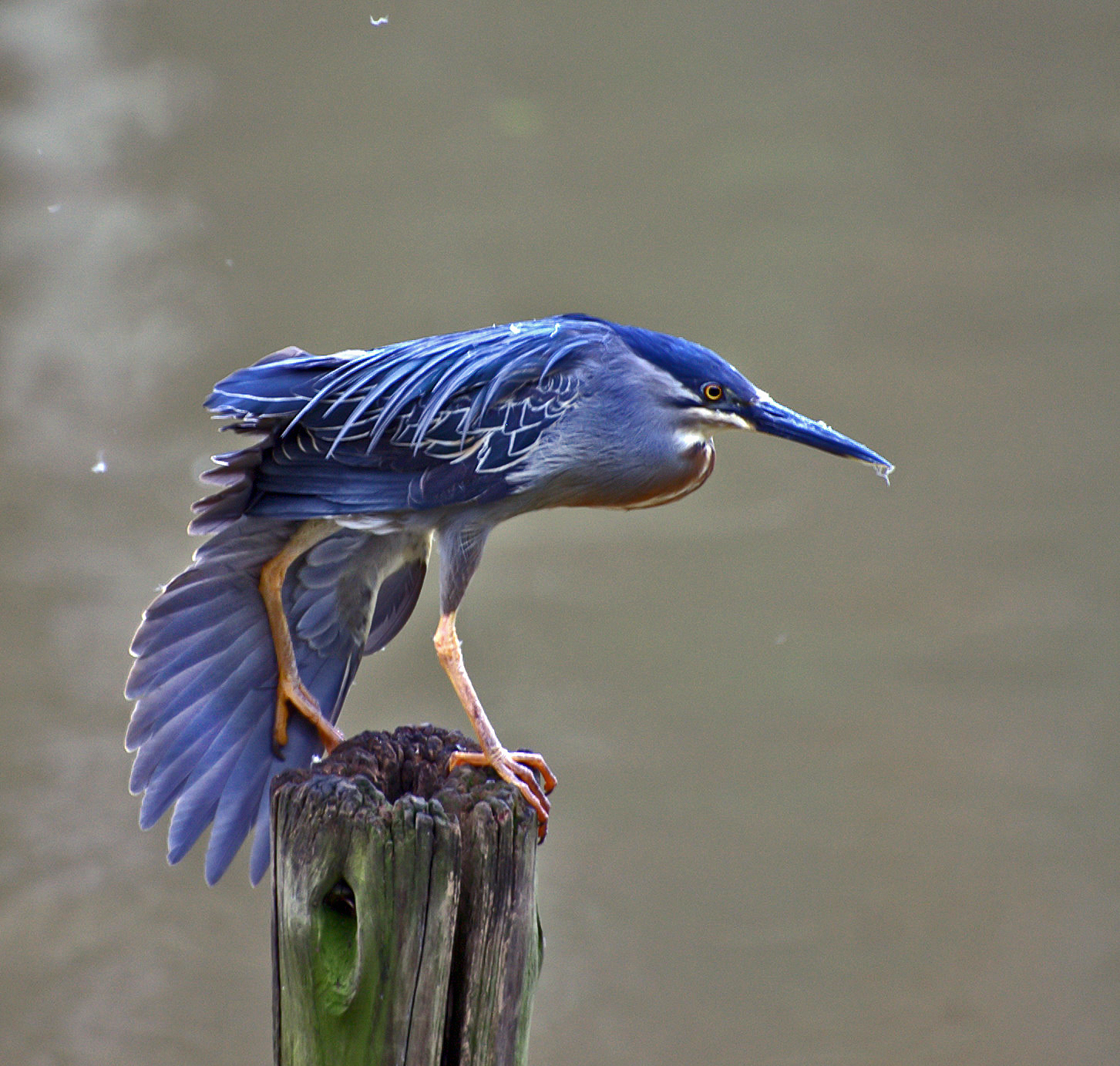
Alzando vuelo

## Historia natural
Hace sus nidos en los árboles en las proximidades de los ríos; puede poner de 2 a 5 huevos, los cuales logran sobrevivir la mayoría de las veces.
Al igual que la gran mayoría de las especies de garzas no anda en grupos, y por lo general se mantiene sola o con su pareja. Se alimenta de peces e insectos pequeños con ayuda de su largo y agudo pico.

## Subespecies

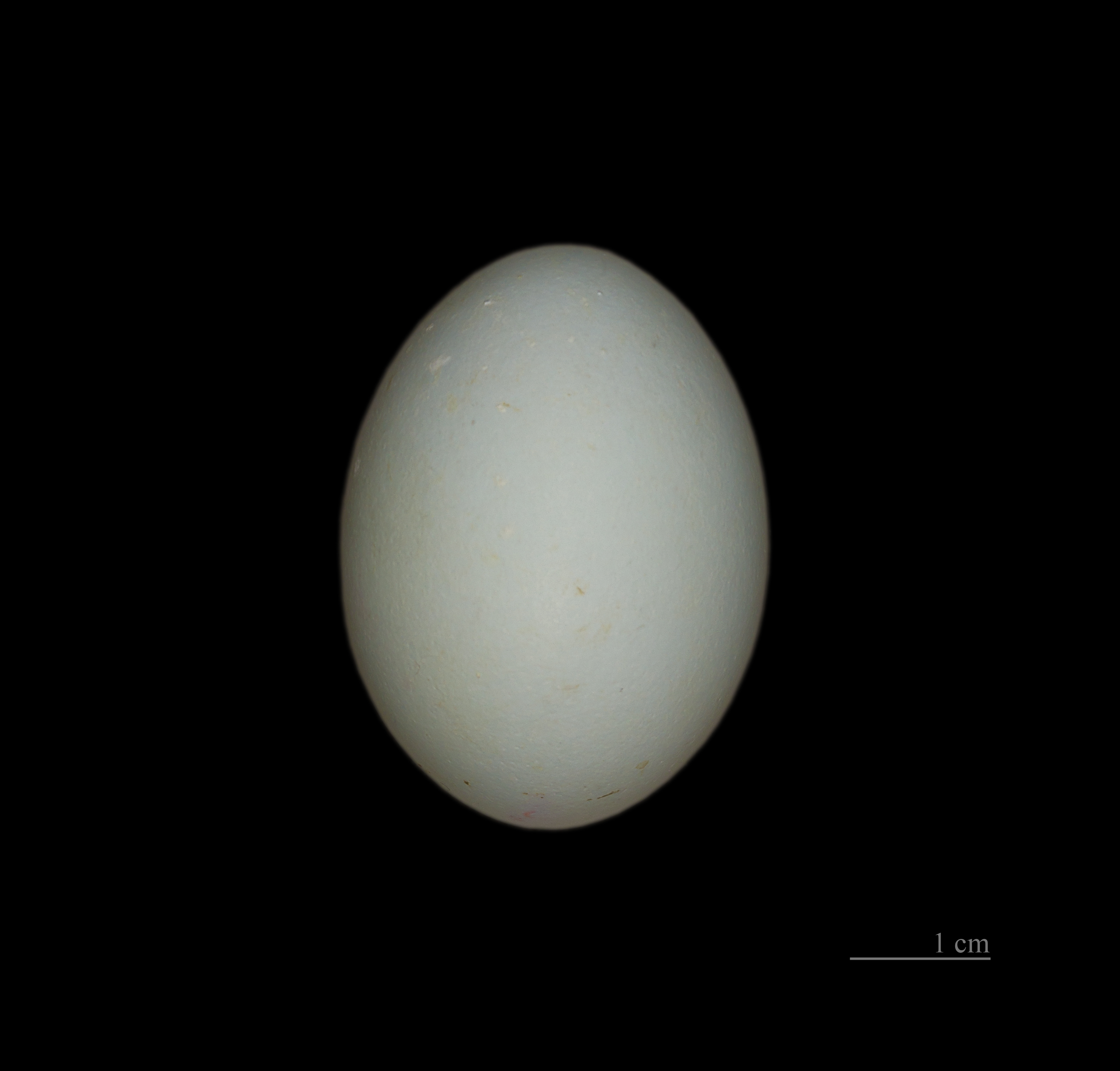
Huevo de Butorides striatus

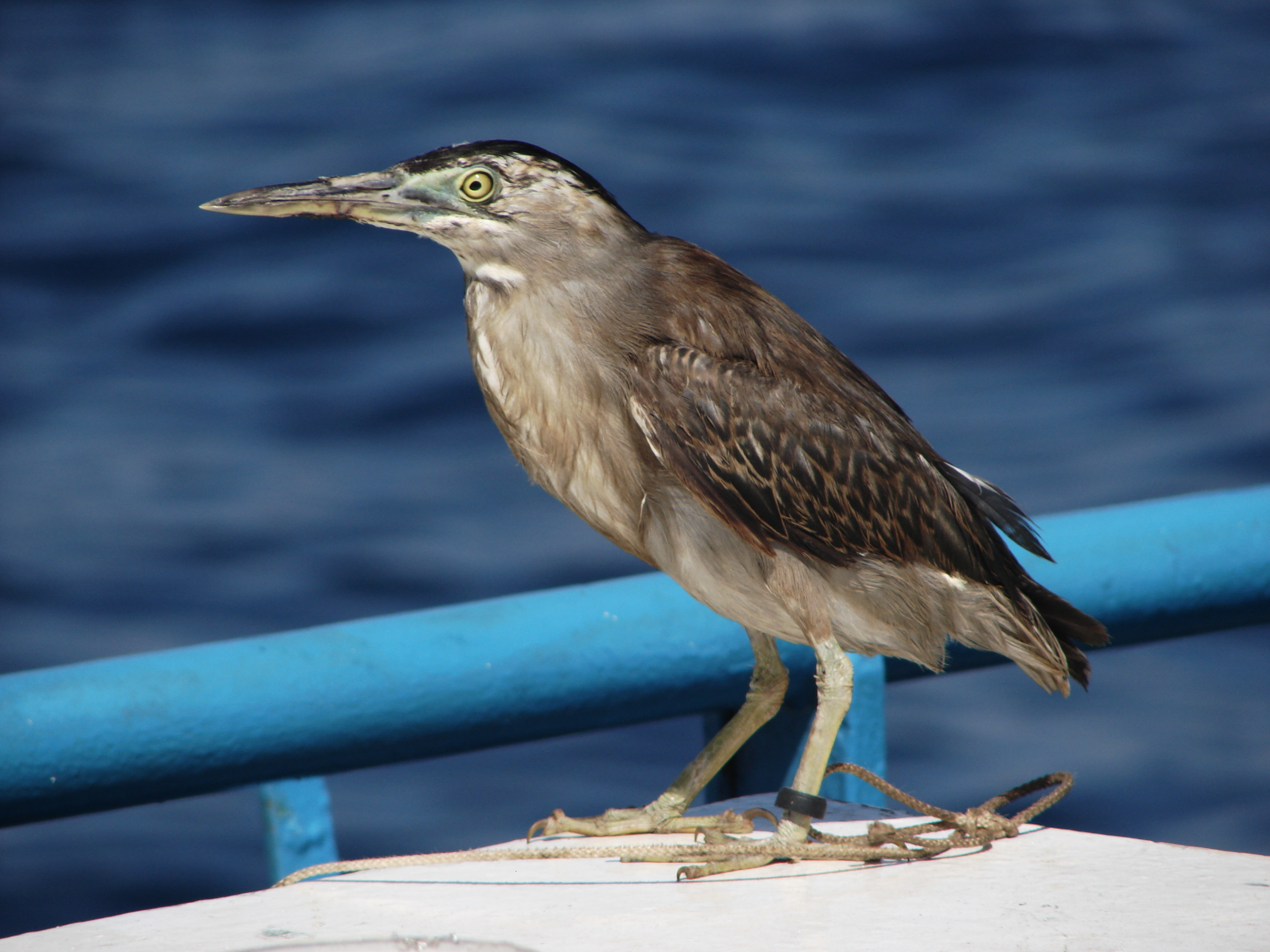
Butorides striata (Maldivas).

Se conocen 20 subespecies de Butorides striata:
- Butorides striata actophila Oberholser, 1912
- Butorides striata albolimbata Reichenow, 1900
- Butorides striata amurensis (Schrenck, 1860)
- Butorides striata atricapilla (Afzelius, 1804)
- Butorides striata brevipes (Hemprich & Ehrenberg, 1833)
- Butorides striata chloriceps (Bonaparte, 1855)
- Butorides striata crawfordi Nicoll, 1906
- Butorides striata degens Hartert, 1920
- Butorides striata idenburgi Rand, 1941
- Butorides striata javanica (Horsfield, 1821)
- Butorides striata macrorhyncha (Gould, 1848)
- Butorides striata moluccarum Hartert, 1920
- Butorides striata papuensis Mayr, 1940
- Butorides striata patruelis (Peale, 1848)
- Butorides striata rhizophorae Salomonsen, 1934
- Butorides striata rutenbergi (Hartlaub, 1880)
- Butorides striata solomonensis Mayr, 1940
- Butorides striata spodiogaster Sharpe, 1894
- Butorides striata stagnatilis (Gould, 1848)
- Butorides striata striata (Linnaeus, 1758)